# 漢城大學
漢城大學（：／）是韩国的私立大学，位於首爾城北區。漢城大學的校訓是“真理，至善”。

## 名稱
漢語地區曾套用舊名漢城稱首爾，致使首爾大學一度轉換成漢城大學，造成混淆。通常称为私立汉城大学，以和汉城国立大学和汉城市立大学区分。

## 简介
漢城大学是1972年12月21日 ，以漢城女子大学的名字设立的大学。1978年改名为漢城大学，是专科学校，1993年升级为综合性四年制大学命名为漢城大学校。漢城大学艺术设计传播研究院是漢城大学的附属机关在首尔特别市鐘路區。

## 教育特征

### 教育目的
培养以韩国的教育理念和本校建学理念为基础随求共同善的人才。

### 教育目标
01 世界人才
开放思维与国际竞争力培养具有开放思维与国际竞争力的世界人才。
02 社会人才
共同体意识与文化修养培养具有共同体意识与文化修养的社会人才。
03 专业人才
创造性与多样性培养具有多样性与创造性的专业人才。

## 历史沿革

### 1945~1989
- 1989. 11. 6设立普通研究生院
- 1988. 11. 30分拆经营研究生院与行政研究生院，并进行扩招
- 1987. 11. 30经营行政研究生院获得设立许可
- 1987. 8. 25友村馆竣工
- 1986.7校舍迁址扩建
- 1985. 12. 4设立R.O.T.C.陆军军官学生团
- 1983. 10. 5举行学生福利馆竣工仪式
- 1981. 12. 29综合馆竣工
- 1978. 1. 11将汉城女子大学更名为汉城大学
- 1972. 12. 21设立漢城女子大学
- 1963. 12. 7室内体育馆竣工
- 1951. 8. 11更名为漢城女子初、高中
- 1946. 4. 9漢城高等女子学校获得办学许可
- 1945. 10. 5设立财团法人漢城学园
- 1945. 9. 25收购京城女子技艺学校

### 1990~1999
- 1999. 11将国际通商信息研究生院改编为国际研究生院，并扩招硕士、博士研究生
- 1999. 10. 17向德国前总理Helmut Schmidt授予名誉博士
- 1999. 3教学楼竣工
- 1999. 1夜间生的30%转化为昼间生，共招收960名昼间生、660名夜间生
- 1998. 11设立房地产专业、艺术研究生院、时装艺术专业，确立本科6个系、16个方向、15个专业、招生1620人的院系设置
- 1998. 10李成根博士就任第三任校长
- 1996. 10确立6个系、16个方向、14个专业、招生1230人的院系设置
- 1995. 10设立国际通商信息研究生院
- 1993. 10设立艺术研究生院
- 1993. 3. 1升格为综合大学
- 1991. 12制定1992年度分前后学期招生计划
- 1991. 11. 29漢城大学学园象征塔竣工
- 1991. 6. 14农耕生活史展览馆投入运营
- 1990. 2. 27科学馆竣工，电子计算所投入运营

### 2000~至今
- 2010. 1大学创始人李喜顺女士就任第十四任"汉城学园"财团法人理事长
- 2009. 3. 1丁主泽博士就任第六任校长
- 2008. 9设立知识服务与咨询研究生院及咨询研发中心
- 2008. 7成为2008年[中小企业厅咨询研究生院及咨询研发中心设立建设事业]合作院校
- 2007. 42007年获得由(财团法人)韩国私立大学教授联合会评选的第四届[杰出大学]称号
- 2007. 3入选2007年 [首尔市中小时装企业支援事业]运营机构
- 2006. 6入选2006年 [劳动部中小企业训练产学合作]合作院校
- 2006. 22005年度学术领域评估中舞蹈专业荣获全国顶尖专业殊荣
- 2006. 1申龙夏博士就任第十三任"漢城学园"财团法人理事长
- 2005. 10为完善校友网络，建立校友数据库
- 2005. 5. 2开展'大学携手社区'活动，清理大学周围街道
- 2005. 5为实践贴心行政服务宪章，开展电话连线服务亲切度评价
- 2005. 3. 18落山馆竣工
- 2005. 3. 1尹庆老博士就任第五任校长
- 2004. 12入选2004年度学术领域评价中机械系统工学专业优秀大学专业
- 2004. 12入选2004年度大学综合评价中"教育及社会服务"领域最优秀大学
- 2004. 10. 18张会益博士就任第十二任"漢城学园"财团法人理事长
- 2004. 6. 14社科学院的部分系(政治经济系，经营经营系)及工科学院的所有系改为专业
- 2003. 9. 2未来馆(图书馆)竣工
- 2003. 8. 12孙峰浩博士就任第十一任"漢城学园"财团法人理事长
- 2002. 11. 12人性馆竣工
- 2002. 10. 15韩完相博士就任第四任校长
- 2002. 9. 9研究馆竣工
- 2001. 9. 22购入大学路校区
- 2001. 9. 13李湘熙博士就任第十任"漢城学园"财团法人理事长
- 2000. 10设立教育研究生院
- 2000. 2. 7设立房地产研究生院
- 2000. 2. 7入选1999年度大学综合评价最优秀大学

## 开设院系
人文学院
韩国语文学系：国语国文学方向，语言文化作品专业
英语英文学方向：英文学方向，英语学方向
历史文化系：韩国历史文化方向，主修东亚历史与文化，欧美历史文化方向
知识信息系：文献信息学方向，记录管理学方向
社会学院
经营学府：经营学专业，经营信息学专业
行政学科
经济学科
贸易学科
房地产学科
房地产经营学科
艺术学院
舞蹈学科
绘画科：东洋画专业，西洋画专业
视觉影像学科
动画设计专业
室内装修设计专业
时装设计课程
服装时装产业专业
工科学院
多媒体工学专业
电脑工学专业
信息通信工学专业
信息系统工学专业
产业经营工学专业
机械系统工学专业
知识咨询联系专业

## 大学院
- 韩国语文学学科(硕士/博士)
- 英语英文学科(博士)
- 英美文化学科(硕士)
- 文献信息学科(硕士/博士）
- 经营学科(硕士/博士)
- 行政学科(硕士/博士)
- 贸易学科(硕士/博士)
- 经济房地产学科(博士)
- 经济学科(硕士)
- 产业系统工学科(硕士/博士)
- 信息计算机理工科(博士)。
- 多媒体理工科(硕士)
- 计算机理工科(硕士)
- 媒体设计学科(硕士/博士)
- 服装流行产业学科(硕士)
- 舞蹈学科(硕士)
- 数码文化技术内容学科(硕士)
- 新媒体广告促销(硕士)